# جايمي بينيدو
جايمي بينيدو (بالإسبانية: Jaime Penedo)‏ (و. 1981  م) هو لاعب كرة قدم، من بنما، ولد في مدينة بنما، يلعب كحارس مرمى.

## روابط خارجية
- جايمي بينيدو على موقع الاتحاد الدولي (مؤرشف)  (الإنجليزية)
- جايمي بينيدو على موقع الدوري الأمريكي (الإنجليزية)
- جايمي بينيدو على موقع إي إس بي إن إف سي (الإنجليزية)
- جايمي بينيدو على موقع قاعدة بيانات كرة القدم.إي يو (الإنجليزية)
- جايمي بينيدو على موقع ناشيونال فوتبول تيمز (الإنجليزية)
- جايمي بينيدو على موقع Soccerbase.com (لاعب) (الإنجليزية)
- جايمي بينيدو على موقع Soccerway.com (الإنجليزية)
- جايمي بينيدو على موقع عالم كرة القدم.نت (الإنجليزية)
- جايمي بينيدو على موقع AS.com (الإسبانية)